# Dryopteris unca
Dryopteris unca là một loài thực vật có mạch trong họ Dryopteridaceae. Loài này được (R.P. St. John) M. Broun miêu tả khoa học đầu tiên năm 1938.